# اچ‌ام‌اس دراگون (دی۴۶)
اچ‌ام‌اس دراگون (دی۴۶) (به انگلیسی: HMS Dragon (D46)) یک کشتی بود که طول آن ۴۴۵ فوت (۱۳۶ متر) بود. این کشتی در سال ۱۹۱۷ ساخته شد.